# Waterfalls (bài hát của TLC)
"Waterfalls" là một bài hát của nhóm nhạc nữ R&B người Mỹ TLC nằm trong album phòng thu thứ hai của họ, CrazySexyCool (1994). Nó được phát hành như là đĩa đơn thứ ba trích từ album vào ngày 29 tháng 5 năm 1995 bởi LaFace và Arista Records. Bài hát được đồng viết lời bởi thành viên trong nhóm là Lisa "Left Eye" Lopes, Organized Noize và Marqueze Etheridge trong khi phần sản xuất được thực hiện bởi Organized Noize. Đây là một bản R&B và hip hop soul ballad với nội dung đề cập đến những vấn đề nổi bật của năm 1990 như dịch HIV/AIDS và tệ nạn bạo lực liên quan đến việc buôn bán ma túy bất hợp pháp.
Thường được xem là bài hát trứ danh của nhóm, "Waterfalls" đã trở thành một bản hit quốc tế, đứng đầu các bảng xếp hạng ở New Zealand và Thụy Sĩ cũng như lọt vào top 10 ở nhiều thị trường khác. Tại Hoa Kỳ, bài hát đạt vị trí quán quân trên bảng xếp hạng Billboard Hot 100, trở thành đĩa đơn thứ hai của họ làm được điều này. Đây là bài hát thành công thứ hai tại đây trong năm 1995, và được chứng nhận đĩa Bạch kim bởi Hiệp hội Công nghiệp ghi âm Mỹ (RIAA). "Waterfalls" cũng nhận được những phản ứng tích cực từ các nhà phê bình âm nhạc, và nhận được hai đề cử giải Grammy tại lễ trao giải thường niên lần thứ 38 vào năm 1996 cho Thu âm của năm và Trình diễn song ca hoặc nhóm nhạc giọng pop xuất sắc nhất.
Video ca nhạc của bài hát được đạo diễn bởi F. Gary Gray với nội dung tương tự với thông điệp được thể hiện trong lời bài hát. Với ngân sách hàng triệu đô la, nó đã chiến thắng bốn giải thưởng tại Giải Video âm nhạc của MTV năm 1995, bao gồm Video của năm. Nhiều nhà nghiên cứu lưu ý nó như là bài hát quán quân đầu tiên đề cập đến AIDS trong lời bài hát. Ngoài ra, màn trình diễn "Waterfalls" tại Lễ Kỷ niệm 20 năm của MTV năm 2001 cũng là lần cuối cùng thành viên Left Eye trình diễn cùng nhóm trước khi qua đời. Bài hát còn được hát lại hoặc sử dụng làm nhạc mẫu bởi nhiều nghệ sĩ.

## Danh sách bài hát
| Đĩa 12" tại Hoa Kỳ / Đĩa 12" tại Anh quốc #2 - A1. "Waterfalls" (bản đĩa đơn) - 4:19 - A2. "Waterfalls" (DARP Remix) - 4:27 - A3. "Waterfalls" (bản album không lời) - 4:42 - B1. "Waterfalls" (ONP Remix) - 4:34 - B2. "Waterfalls" (ONP Remix không lời) - 5:19 - B3. "Waterfalls" (Acappella) - 4:05 Đĩa CD tại châu Âu 1. "Waterfalls" (bản chỉnh sửa không đoạn Rap) - 3:32 2. "Waterfalls" (bản đĩa đơn) – 4:18 3. "Waterfalls" (ONP Remix) – 4:36 4. "Waterfalls" (DARP Remix) – 4:27 5. "Waterfalls" (bản không lời) – 4:39 | Đĩa 12" tại Anh quốc #2 - A1. "Waterfalls" (ONP Remix) - 4:34 - A2. "Waterfalls" (bản đĩa đơn) - 4:19 - B1. "Waterfalls" (DARP Remix) - 4:27 - B2. "Waterfalls" (bản album không lời) - 4:42 Đĩa CD maxi tại Hoa Kỳ 1. "Waterfalls" (bản đĩa đơn) - 4:19 2. "Waterfalls" (ONP Remix) – 4:34 3. "Waterfalls" (DARP Remix không lời) – 4:27 4. "Waterfalls" (bản album không lời) – 4:42 Đĩa 7" tại Hoa Kỳ - A. "Waterfalls" (bản đĩa đơn) - 4:19 - B. "Waterfalls" (bản album không lời) - 4:42 Waterfalls (Bản Kỷ niệm 20 năm) - Đĩa đơn nhạc số 1. "Waterfalls" (bản Kỷ niệm 20 năm) hợp tác với Namie Amuro – 4:35 |

## Xếp hạng
| Bảng xếp hạng (1995–96)                  | Vị trí cao nhất |
| ---------------------------------------- | --------------- |
| Úc (ARIA)                                | 4               |
| Áo (Ö3 Austria Top 40)                   | 3               |
| Bỉ (Ultratop 50 Flanders)                | 25              |
| Bỉ (Ultratop 50 Wallonia)                | 23              |
| Canada (RPM)                             | 9               |
| Canada (The Record)                      | 8               |
| Đan Mạch (Tracklisten)                   | 4               |
| Châu Âu (European Hot 100 Singles)       | 5               |
| Pháp (SNEP)                              | 20              |
| Đức (Official German Charts)             | 4               |
| Ireland (IRMA)                           | 4               |
| Hà Lan (Dutch Top 40)                    | 4               |
| Hà Lan (Single Top 100)                  | 5               |
| New Zealand (Recorded Music NZ)          | 1               |
| Na Uy (VG-lista)                         | 2               |
| Scotland (OCC)                           | 12              |
| Thụy Điển (Sverigetopplistan)            | 7               |
| Thụy Sĩ (Schweizer Hitparade)            | 1               |
| Anh Quốc (OCC)                           | 4               |
| Hoa Kỳ Billboard Hot 100                 | 1               |
| Hoa Kỳ Adult Contemporary (Billboard)    | 24              |
| Hoa Kỳ Adult Pop Airplay (Billboard)     | 24              |
| Hoa Kỳ Hot R&B/Hip-Hop Songs (Billboard) | 4               |
| Hoa Kỳ Pop Airplay (Billboard)           | 2               |
| Hoa Kỳ Rhythmic (Billboard)              | 1               |

| Bảng xếp hạng (1995)                 | Vị trí |
| ------------------------------------ | ------ |
| Australia (ARIA)                     | 16     |
| Belgium (Ultratop 50 Wallonia)       | 90     |
| Canada Top Singles (RPM)             | 79     |
| Denmark (Tracklisten)                | 38     |
| Europe (European Hot 100 Singles)    | 24     |
| France (SNEP)                        | 86     |
| Germany (Official German Charts)     | 38     |
| Netherlands (Dutch Top 40)           | 27     |
| Netherlands (Single Top 100)         | 37     |
| Norway Christmas Period (VG-lista)   | 8      |
| New Zealand (Recorded Music NZ)      | 2      |
| Sweden (Sverigetopplistan)           | 53     |
| Switzerland (Schweizer Hitparade)    | 26     |
| UK Singles (Official Charts Company) | 29     |
| US Billboard Hot 100                 | 2      |
| US Hot R&B/Hip-Hop Songs (Billboard) | 16     |
| Bảng xếp hạng (1996)                 | Vị trí |
| Australia (ARIA)                     | 63     |

| Bảng xếp hạng (1990–1999) | Vị trí |
| ------------------------- | ------ |
| US Billboard Hot 100      | 19     |

## Chứng nhận
| Quốc gia                                                                           | Chứng nhận | Số đơn vị/doanh số chứng nhận |
| ---------------------------------------------------------------------------------- | ---------- | ----------------------------- |
| Úc (ARIA)                                                                          | Bạch kim   | 70.000^                       |
| Đức (BVMI)                                                                         | Vàng       | 0^                            |
| New Zealand (RMNZ)                                                                 | Bạch kim   | 15,000*                       |
| Na Uy (IFPI)                                                                       | Bạch kim   | 20,000*                       |
| Anh Quốc (BPI)                                                                     | Bạch kim   | 600,000^                      |
| Hoa Kỳ (RIAA)                                                                      | Bạch kim   | 1,200,000                     |
| * Chứng nhận dựa theo doanh số tiêu thụ. ^ Chứng nhận dựa theo doanh số nhập hàng. |            |                               |